# Варанаускас, Адольфас
Адольфас Варанаускас (лит. Adolfas Varanauskas; 4 февраля 1934, Палиепис, Рокишкское районное самоуправление — 12 января 2007, Каунас) — советский литовский легкоатлет, специалист по толканию ядра. Выступал за сборную СССР по лёгкой атлетике в 1958—1964 годах, многократный чемпион Литвы, победитель и призёр первенств всесоюзного значения, участник летних Олимпийских игр в Токио. Представлял Каунас, спортивные общества «Жальгирис» и «Динамо». Тренер, спортивный педагог.

## Биография
Родился 4 февраля 1934 года в деревне Палепис (ныне — Рокишкский район Паневежского уезда Литвы).
Занимался лёгкой атлетикой в Каунасе, состоял в добровольных спортивных обществах «Жальгирис» и «Динамо». Окончил Каунасский государственный институт физического воспитания (1958), после чего работал преподавателем в Литовской сельскохозяйственной академии.
Впервые заявил о себе в толкании ядра на всесоюзном уровне в сезоне 1958 года, когда выиграл бронзовую медаль на чемпионате СССР в Таллине.
В 1959 году стал серебряным призёром на чемпионате страны в рамках II летней Спартакиады народов СССР в Москве. По итогам сезона признан лучшим спортсменом Литвы.
На чемпионате СССР 1961 года в Тбилиси вновь получил серебро.
В 1962 году завоевал серебряную награду на чемпионате СССР в Москве.
В 1963 году одержал победу на чемпионате страны в рамках III летней Спартакиады народов СССР в Москве. Вновь признан лучшим спортсменом Литвы.
В июле 1964 года на соревнованиях в Москве установил свой личный рекорд в толкании ядра на открытом стадионе — 18,85 метра, тогда как в августе стал вторым на чемпионате СССР в Киеве. Благодаря череде удачных выступлений удостоился права защищать честь страны на летних Олимпийских играх в Токио — в финале толкнул ядро на 18,41 метра, расположившись в итоговом протоколе соревнований на восьмой строке.
Впоследствии проявил себя как тренер по лёгкой атлетике, подготовил таких известных толкателей как Арунас Виткявичюс и Римантас Плунге.
Умер 12 января 2007 года в Каунасе в возрасте 72 лет. Похоронен на каунасском Пятрашюнском кладбище.